# Norge ved vinter-OL 1948
Norge deltog ved Vinter-OL 1948 i St. Moritz med 49 sportsudøvere, 45 mænd og fire kvinder, der konkurrerede i seks sportsgrene. Det var alpint, bobslæde, kunstskøjteløb, langrend, skihop, skøjter og kombineret. Norge blev sammen med Sverige bedste nation med fire guld-, tre sølv- og tre bronzemedaljer. Skihopperen Birger Ruud, som vandt en sølvmedalje, var norsk flagbærer under åbningsceremonien.

## Medaljer
| 1948 St. Moritz | Guld | Sølv | Bronze | Total |
| Norge           | 4    | 3    | 3      | 10    |

## Medaljevindere
De norske medaljevindere var:
| Norge ved vinter-OL 1948 i St. Moritz | Norge ved vinter-OL 1948 i St. Moritz              | Norge ved vinter-OL 1948 i St. Moritz | Norge ved vinter-OL 1948 i St. Moritz | Norge ved vinter-OL 1948 i St. Moritz |
| Medaljer                              | Deltager                                           | Sport                                 | Øvelse                                | Resultater                            |
| ------------------------------------- | -------------------------------------------------- | ------------------------------------- | ------------------------------------- | ------------------------------------- |
| Guld                                  | Sverre Farstad                                     | Skøjter                               | 1500 meter                            | 2.17,6                                |
| Guld                                  | Finn Helgesen                                      | Skøjter                               | 500 meter                             | 43,1                                  |
| Guld                                  | Reidar Liaklev                                     | Skøjter                               | 5000 meter                            | 8.29,4                                |
| Guld                                  | Petter Hugsted                                     | Skihop                                | -                                     | 228,1                                 |
| Sølv                                  | Thomas Byberg                                      | Skøjter                               | 500 meter                             | 43,2                                  |
| Sølv                                  | Odd Lundberg                                       | Skøjter                               | 5000 meter                            | 8.32,7                                |
| Sølv                                  | Birger Ruud                                        | Skihop                                | -                                     | 226,6                                 |
| Bronze                                | Odd Lundberg                                       | Skøjter                               | 1500 meter                            | 2.18,9                                |
| Bronze                                | Thorleif Schjelderup                               | Skihop                                | -                                     | 225,1                                 |
| Bronze                                | Erling Evensen Olav Økern Reidar Nyborg Olav Hagen | Langrend                              | 4 × 10 km stafet                      | 2.44.33,0                             |

## Alpint skiløb
Mænd
| Deltager             | Øvelse   | 1. runde | 1. runde  | 2. runde | 2. runde  | Samlet | Samlet    |
| Deltager             | Øvelse   | Tid      | Placering | Tid      | Placering | Tid    | Placering |
| -------------------- | -------- | -------- | --------- | -------- | --------- | ------ | --------- |
| Johnny Lunde         | Styrtløb | N/A      | N/A       | N/A      | N/A       | DNF    | DNF       |
| Stein Eriksen        | Styrtløb | N/A      | N/A       | N/A      | N/A       | 3.15,1 | 31        |
| Stein Eriksen        | Slalom   | 1.24,4   | 33        | 1.08,0   | 20        | 2.32,4 | 29        |
| Bjarne Arentz        | Styrtløb | N/A      | N/A       | N/A      | N/A       | 3.09,0 | 16        |
| Bjarne Arentz        | Slalom   | 1.16,2   | 24        | 1.11,5   | 27        | 2.27,7 | 23        |
| Sverre Johannessen   | Styrtløb | N/A      | N/A       | N/A      | N/A       | 3.12,1 | 25        |
| Marius Eriksen       | Styrtløb | N/A      | N/A       | N/A      | N/A       | 3.09,4 | 20        |
| Sverre Lassen-Urdahl | Styrtløb | N/A      | N/A       | N/A      | N/A       | 3.06,4 | 11        |
| Alf Opheim           | Slalom   | 1.36,4   | 46        | 1.15,0   | 33        | 2.51,4 | 41        |
| Jack Nielsen         | Slalom   | 1.22,0   | 32        | 1.07,8   | 19        | 2.29,8 | 26        |

Alpin kombination, mænd
Tiderne fra det ordinære styrtløb talte med i kombinationen, mens der blev afviklet et selvstændigt slalomløb.
| Deltager           | Slalom         | Slalom   | Slalom    | Samlet (Styrtløb + Slalom) | Samlet (Styrtløb + Slalom) |
| Deltager           | 1. runde       | 2. runde | Placering | Point                      | Placering                  |
| ------------------ | -------------- | -------- | --------- | -------------------------- | -------------------------- |
| Stein Eriksen      | 1.51,8 (+0,05) | 1.11,5   | 46        | 32.50                      | 32                         |
| Sverre Johannessen | 1.26,2         | 1.14,8   | 27        | 21.00                      | 22                         |
| Marius Eriksen     | 1.21,6         | 1.19,4   | 27        | 19.68                      | 20                         |
| Bjarne Arentz      | 1.20,8         | 1.15,5   | 21        | 17.17                      | 17                         |

Kvinder
| Deltager           | Øvelse   | 1. runde | 1. runde  | 2. runde | 2. runde  | Samlet | Samlet    |
| Deltager           | Øvelse   | Tid      | Placering | Tid      | Placering | Tid    | Placering |
| ------------------ | -------- | -------- | --------- | -------- | --------- | ------ | --------- |
| Laila Schou Nilsen | Styrtløb | N/A      | N/A       | N/A      | N/A       | 2.32,4 | 7         |
| Laila Schou Nilsen | Slalom   | 1.06,8   | 14        | 1.04,7   | 15        | 2.11,5 | 14        |
| Borghild Niskin    | Styrtløb | N/A      | N/A       | N/A      | N/A       | 2.44,4 | 23        |
| Borghild Niskin    | Slalom   | DSQ      | DSQ       | DSQ      | DSQ       | DSQ    | DSQ       |

Alpin kombination, kvinder
Tiderne fra det ordinære styrtløb talte med i kombinationen, mens der blev afviklet et selvstændigt slalomløb.
| Deltager           | Slalom   | Slalom   | Slalom    | Samlet (Styrtløb + Slalom) | Samlet (Styrtløb + Slalom) |
| Deltager           | 1. runde | 2. runde | Placering | Point                      | Placering                  |
| ------------------ | -------- | -------- | --------- | -------------------------- | -------------------------- |
| Laila Schou Nilsen | 1.11,0   | 1.06,0   | 13        | 12.14                      | 13                         |
| Borghild Niskin    | 1.12,6   | 1.13,5   | 21        | 24.37                      | 19                         |

## Bobslæde
| Slæde | Deltagere                                                      | Øvelse | 1. løb | 1. løb    | 2. løb | 2. løb    | 3. løb | 3. løb    | 4. løb | 4. løb    | Samlet | Samlet    |
| Slæde | Deltagere                                                      | Øvelse | Tid    | Placering | Tid    | Placering | Tid    | Placering | Tid    | Placering | Tid    | Placering |
| ----- | -------------------------------------------------------------- | ------ | ------ | --------- | ------ | --------- | ------ | --------- | ------ | --------- | ------ | --------- |
| NOR-1 | Bjarne Schrøen Gunnar Thoresen                                 | Toer   | 1.27,1 | 13        | 1.27,1 | 15        | 1.26,1 | 13        | 1.26,2 | 13        | 5.46,5 | 13        |
| NOR-2 | Arne Holst Ivar Johansen                                       | Toer   | 1.25,6 | 9         | 1.25,0 | 8         | 1.23,7 | 5         | 1.23,9 | 4         | 5.38,2 | 7         |
|       |                                                                |        |        |           |        |           |        |           |        |           |        |           |
| NOR-1 | Arne Holst Ivar Johansen Reidar Berg Alf Large                 | Firer  | 1.17,3 | 3         | 1.20,8 | 3         | 1.21,4 | 1         | 1.23,0 | 6         | 5.22,5 | 5         |
| NOR-2 | Bjarne Schrøen Gunnar Thoresen Arnold Dyrdahl Benn Johan Valsø | Firer  | 1.20,0 | 11        | 1.22,6 | 10        | 1.23,6 | 10        | 1.23,5 | 8         | 5.29,7 | 10        |

## Nordisk skiløb

### Langrend
| Deltager                                           | Øvelse           | Resultat | Resultat  |
| Deltager                                           | Øvelse           | Tid      | Placering |
| -------------------------------------------------- | ---------------- | -------- | --------- |
| Kaare Østerdahl                                    | 18 km            | 1.24.20  | 32        |
| Eilert Dahl                                        | 18 km            | 1.22.52  | 27        |
| Olaf Dufseth                                       | 18 km            | 1.21.50  | 18        |
| Reidar Nyborg                                      | 18 km            | 1.21.47  | 17        |
| Erling Evensen                                     | 18 km            | 1.21.40  | 15        |
| Olav Odden                                         | 18 km            | 1.21.35  | 14        |
| Olav Økern                                         | 18 km            | 1.20.37  | 13        |
| Olav Hagen                                         | 18 km            | 1.19.05  | 9         |
| Leif Haugen                                        | 50 km            | DNF      | DNF       |
| Thorleif Vangen                                    | 50 km            | DNF      | DNF       |
| Martin Jære                                        | 50 km            | 4.17.11  | 10        |
| Kristian Bjørn                                     | 50 km            | 4.15.21  | 9         |
| Erling Evensen Olav Økern Reidar Nyborg Olav Hagen | 4 x 10 km stafet | 2.44.33  | 3         |

### Nordisk kombineret
| Deltager        | Øvelse     | 18 km langrend | 18 km langrend | Skihop   | Skihop   | Skihop   | Skihop | Skihop    | samlet | samlet    |
| Deltager        | Øvelse     | Point          | Placering      | 1. runde | 2. runde | 3. runde | Point  | Placering | Point  | Placering |
| --------------- | ---------- | -------------- | -------------- | -------- | -------- | -------- | ------ | --------- | ------ | --------- |
| Kaare Østerdahl | Kombineret | 198,00         | 14             | 55,0 m   | 62,0 m   | 61,0 m   | 206,2  | 11        | 404,20 | 12        |
| Eilert Dahl     | Kombineret | 205,50         | 10             | 62,0 m   | 62,5 m   | 63,0 m   | 208,8  | 8         | 414,30 | 6         |
| Olaf Dufseth    | Kombineret | 211,50         | 5              | 61,0 m   | 59,0 m   | 61,0 m   | 201,1  | 16        | 412,60 | 8         |
| Olav Odden      | Kombineret | 212,25         | 3              | 59,0 m   | 53,5 m   | 55,5 m   | 196,9  | 19        | 409,15 | 11        |

### Skihop
| Utøver               | Øvelse                         | Lengde                         | Lengde                         | Totalt                         | Totalt                         |
| Utøver               | Øvelse                         | 1. runde                       | 2. runde                       | Point                          | Placering                      |
| -------------------- | ------------------------------ | ------------------------------ | ------------------------------ | ------------------------------ | ------------------------------ |
| Asbjørn Ruud         | Normalbakke                    | 58,0 m                         | 67,5 m                         | 220,2                          | 7                              |
| Thorleif Schjelderup | Normalbakke                    | 64,0 m                         | 67,0 m                         | 225,1                          | 3                              |
| Birger Ruud          | Normalbakke                    | 64,0 m                         | 67,0 m                         | 226,6                          | 2                              |
| Petter Hugsted       | Normalbakke                    | 65,0 m                         | 70,0 m                         | 228,1                          | 1                              |
| Georg Thrane         | Med i truppen, men deltog ikke | Med i truppen, men deltog ikke | Med i truppen, men deltog ikke | Med i truppen, men deltog ikke | Med i truppen, men deltog ikke |

## Hurtigløb på skøjter
| Deltager          | Distance | Resultat  | Resultat  |
| Deltager          | Distance | Tid       | Placering |
| ----------------- | -------- | --------- | --------- |
| Torodd Hauer      | 500 m    | 43,6      | 6         |
| Thomas Byberg     | 500 m    | 43,2      | 2         |
| Finn Helgesen     | 500 m    | 43,1 OR   | 1         |
| Sverre Farstad    | 500 m    | 43,6      | 6         |
| Sverre Farstad    | 1500 m   | 2.17,6 OR | 1         |
| Ivar Martinsen    | 1500 m   | 2.22,6    | 16        |
| Gunnar Konsmo     | 1500 m   | 2.21,2    | 10        |
| Odd Lundberg      | 1500 m   | 2.18,9    | 3         |
| Odd Lundberg      | 5000 m   | 8.32,7    | 2         |
| Odd Lundberg      | 10.000 m | 18.05,8   | 7         |
| Charles Mathiesen | 5000 m   | DNF       | DNF       |
| Henry Hebbe       | 5000 m   | 9.03,0    | 23        |
| Reidar Liaklev    | 5000 m   | 8.29,4    | 1         |
| Reidar Liaklev    | 10.000 m | DNF       | DNF       |
| Henry Wahl        | 10.000 m | DNF       | DNF       |
| Hjalmar Andersen  | 10.000 m | DNF       | DNF       |

## Kunstskøjteløb
Individuelt, kvinder
| Utøver      | PL | FL | Point   | Pladsciffer | Placering |
| ----------- | -- | -- | ------- | ----------- | --------- |
| Marit Henie | 21 | 23 | 133.111 | 194         | 22        |

Parløb
| Deltager                     | Point | Pladsciffer | Placering |
| ---------------------------- | ----- | ----------- | --------- |
| Margot Walle Allan Fjeldheim | 9,281 | 118,5       | 10        |